# Ericus Andreæ Björk
Ericus Andreæ Björk, född 1601 i Björksta socken, död 12 maj 1658 i Rytterne socken, var en svensk präst och riksdagsman.

## Biografi
Ericus Andreæ Björk var son till Anders Bengtsson. När Ericus Andreæ Björk prästvigdes 1625, hade han endast gymnasieutbildning. Han hade haft tjänst i Rytterne socken, när företrädaren, pastorn Johannes Laurentii Dalecarlus avled 1639 och Karin Ribbing till Geddeholm talade för hans utnämning inför biskopen. Han blev 1640 kyrkoherde i församlingen.
Björk var riksdagsman 1649.
Björk äktade Catharina Pedersdotter som var änka efter pastorn i Kungsåra socken, Jonas Petri, vilkas barn upptog namnet Arrhusius och blev fostrade av Björk. Ett av dessa var Johannes Jonæ Arhusius.  En dotterdotter från Björks äktenskap med Catharina blev stammoder till ätten Reuterholm och hennes syskon upptog namnet Reuterhusius.